# ダーフィト・エーレンシュトラール
ダーフィト・エーレンシュトラール（David Klöcker Ehrenstrahl、1628年9月23日 - 1698年10月23日）は、ドイツ生まれで、スウェーデンで宮廷画家として働いた画家である。

## 略歴
ドイツのハンブルクで生まれた。1648年からハンブルクの画家のJuriaen Jacobszのもとで絵を学び、1651年にスウェーデンに移り、バルト・ドイツ人の貴族、カール・グスタフ・ウランゲル（Carl Gustaf Wrangel）に気に入られ、ウランゲルのスコークロステル城に居住し仕事を与えられ、息子の教育の仕事もした。1651年頃の息子の絵がエーレンシュトラールの最も古い作品として残されている。1655年からヨーロッパ各地に修行にでた。スウェーデン王の未亡人、マリア・エレオノーラ・フォン・ブランデンブルクがその費用を負担したとされる。
2年ほどヴェネツィアで暮らした後、ローマに2年間滞在し、バロックの画家ピエトロ・ダ・コルトーナらのもとで15世紀から16世紀のイタリア美術を学んだ。1659年にスウェーデン国王カール10世によって王室画家になるために帰国を求められると、帰国の途次、パリで、フランスの宮廷画家、シャルル・ルブランに強い影響を受け、ロンドンではピーター・レリーの影響も受けた。1661年にスウェーデンに戻り、主席宮廷画家（Hovkonterfejare）に任じられた。
代表作にはストックホルムの貴族院（Riddarhuspalatset）の天井画などがある。エリック・ダールベリィによるスウェーデンの街並みや宮殿などの姿を収めた銅版画集、"Suecia antiqua et hodierna"の作成にも協力した。
甥にダーフィト・クラフトがいてエーレンシュトラールの没後、スウェーデン王室の宮廷画家の職を継いだ。

## 作品

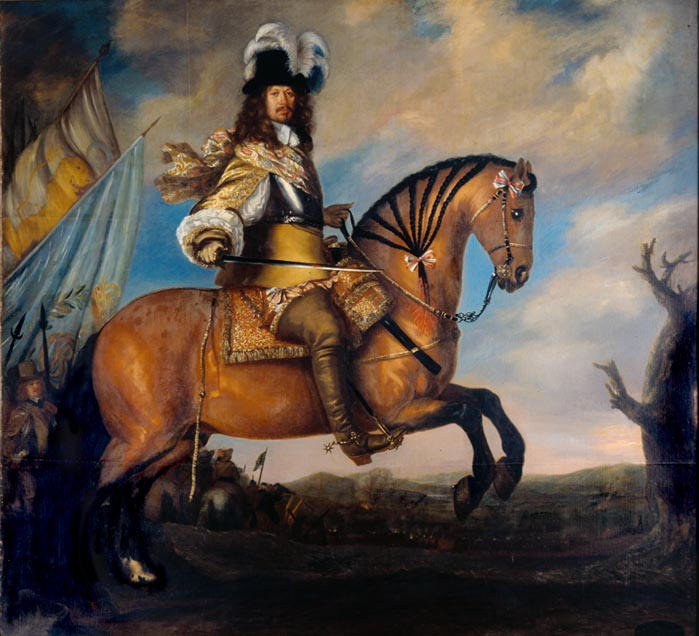
カール・グスタフ・ウランゲル
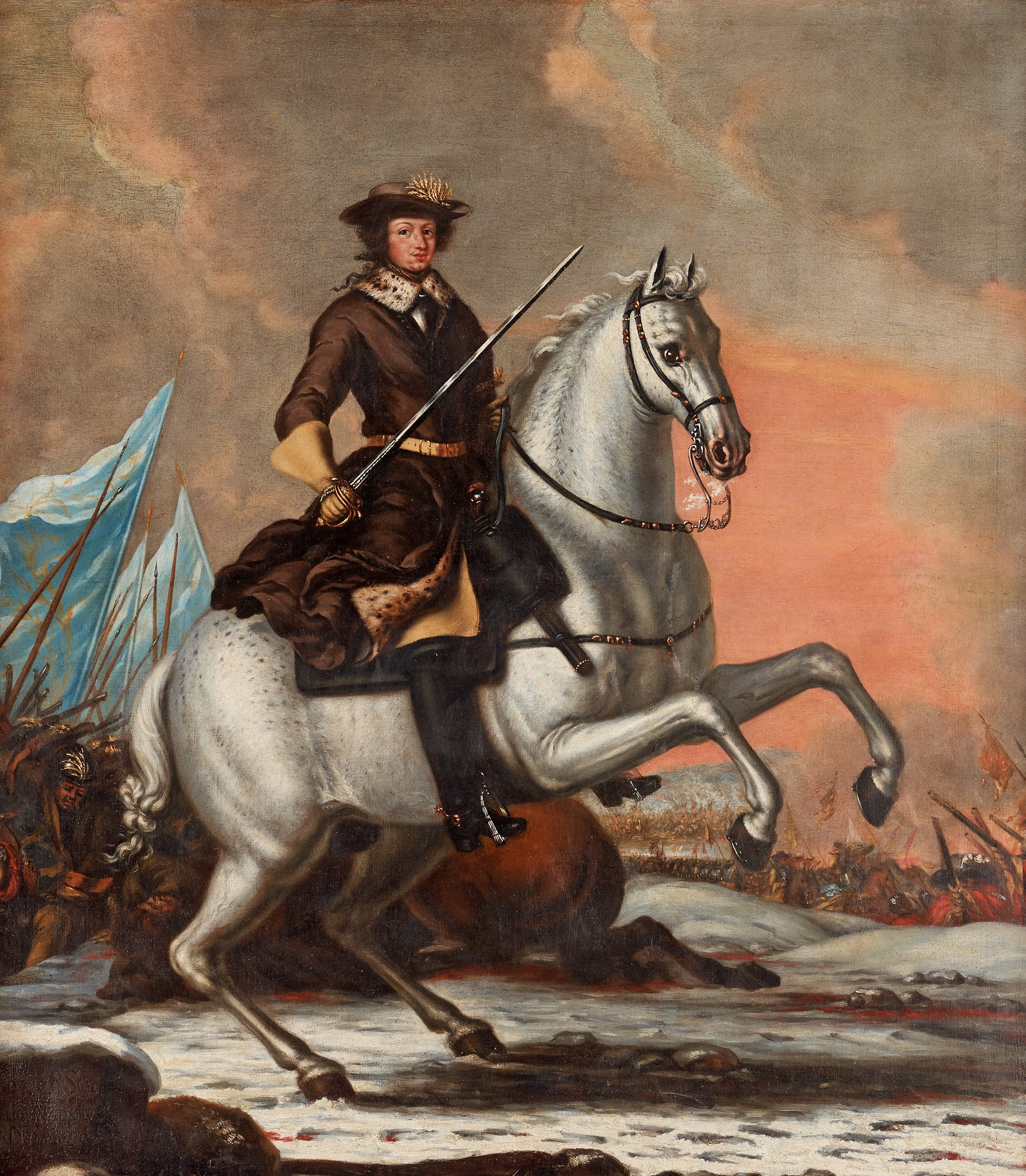
カール11世
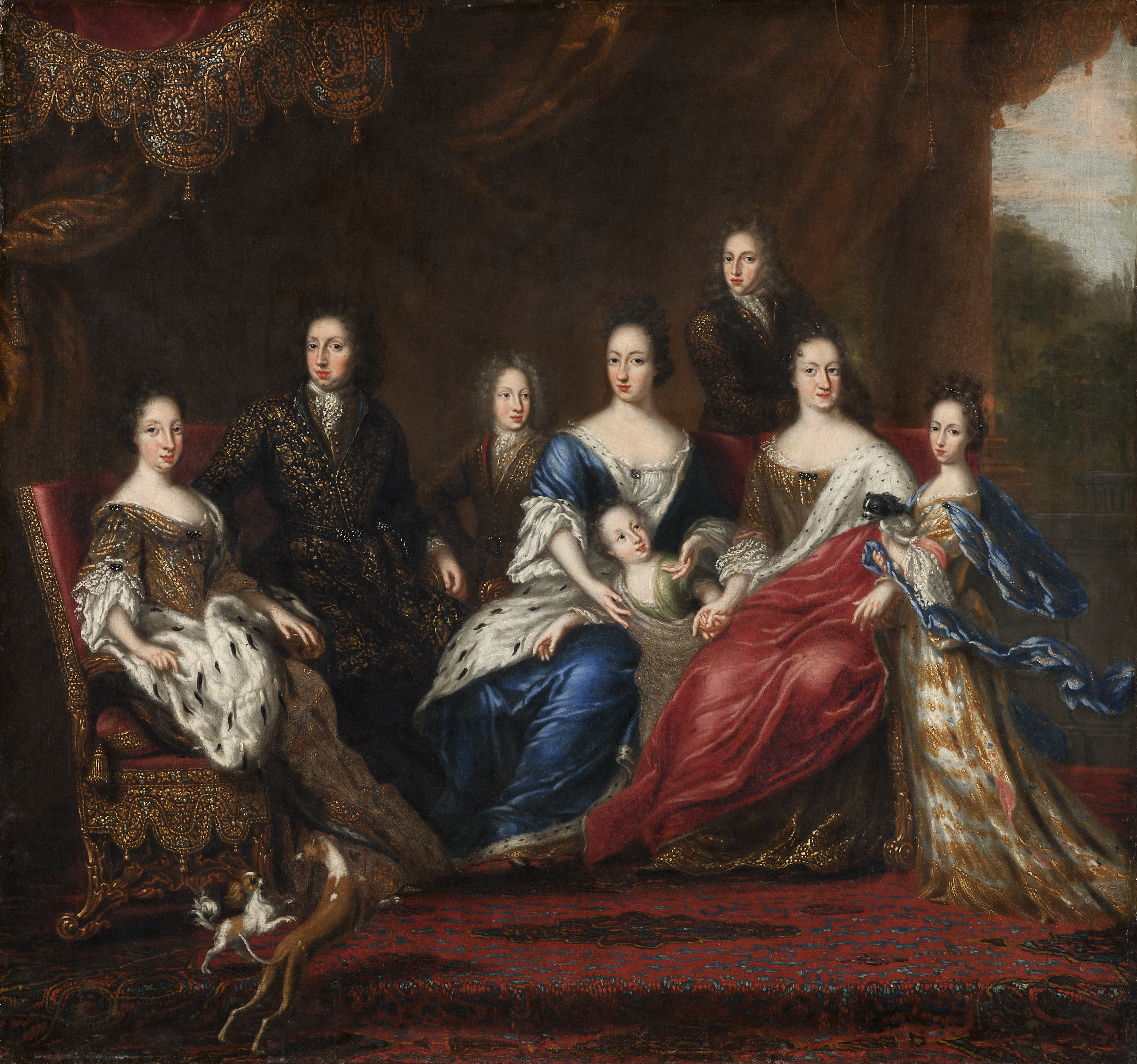
カール11世の家族
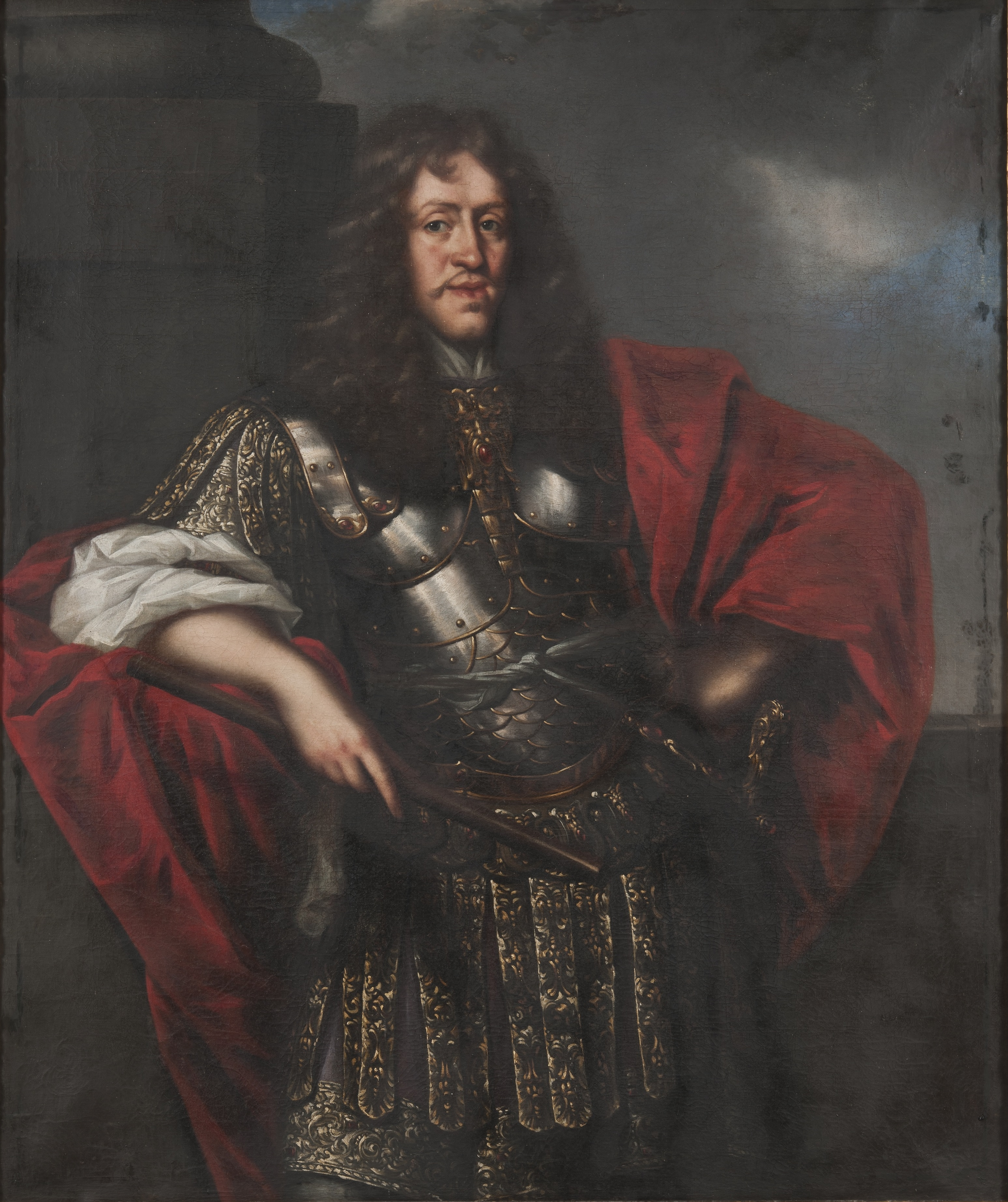
アドルフ・ヨハン1世 (プファルツ＝クレーブルク公)

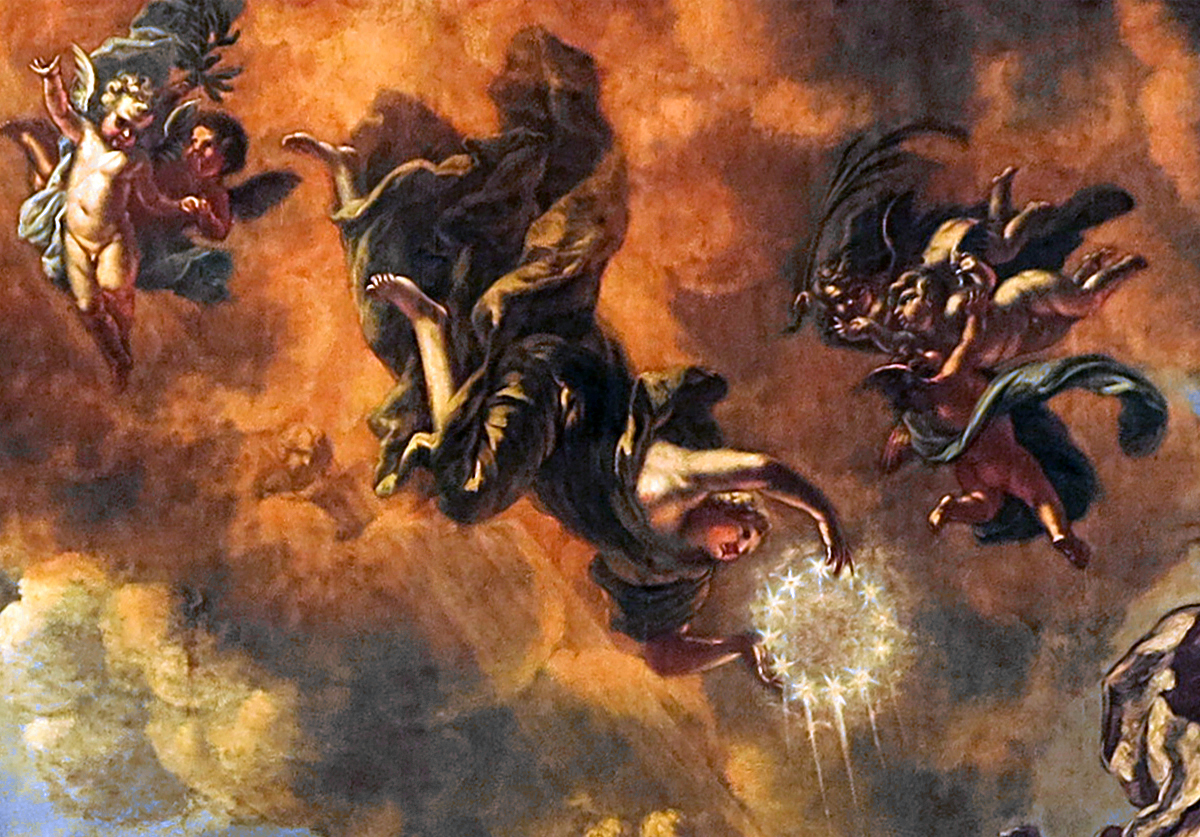
貴族院の天井画
クマ狩
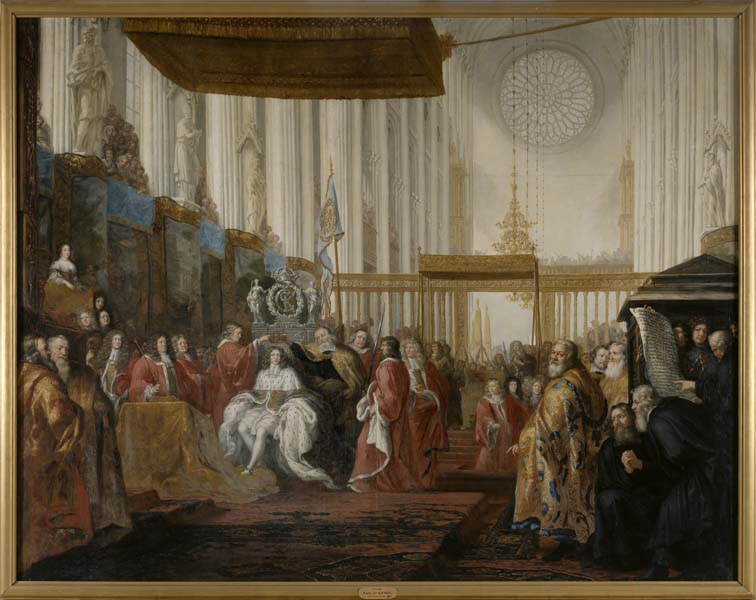
カール10世の戴冠式